# Henry Oporto
Henry Fernando Oporto Castro (Cochabamba, Bolívia, 11 de junho de 1953) é um político, empresário, escritor e sociólogo boliviano que exerceu o cargo de Ministro do Desenvolvimento Sustentável e Planejamento da República da Bolívia durante o governo de Gonzalo Sánchez de Lozada. Destacou-se na luta contra a ditadura nos anos 1970 e na posterior restauração da democracia em 1982.

## Biografia
Estudou sociologia na Universidade Maior de San Andrés em La Paz. Nos primeiros anos, presidiu a Federação Universitária. Participou ativamente na luta contra a ditadura na década de 1970 e na subsequente restauração da democracia boliviana em 1982. Viveu fora do país por vários anos no exílio, devido à repressão contra seus ideais democráticos.

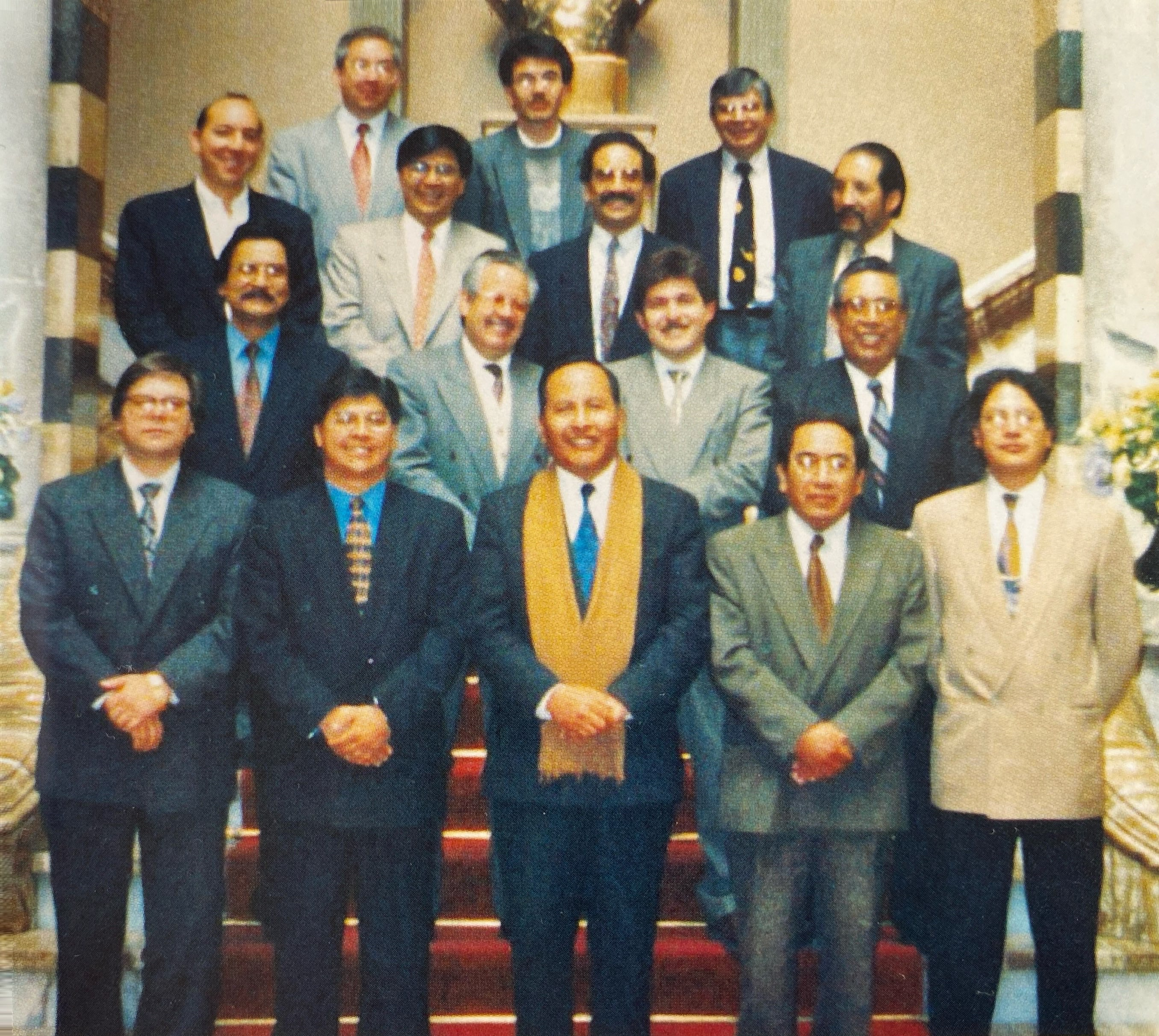
Henry Oporto como parte do Gabinete de Ministros de Estado da Bolívia em 1995.

No serviço público, foi Ministro do Desenvolvimento Sustentável e Planejamento, anteriormente Vice-ministro do Planejamento e Gestão Territorial, ambos os cargos durante o segundo mandato de Gonzalo Sánchez de Lozada. Chefe de Assuntos de Estado da Vice-presidência durante o primeiro mandato de Gonzalo Sánchez de Lozada. Recentemente, atuou como Chefe de Gabinete do Ministério do Desenvolvimento Produtivo e Economia Plural em 2020, durante o governo interino de Jeanine Áñez.

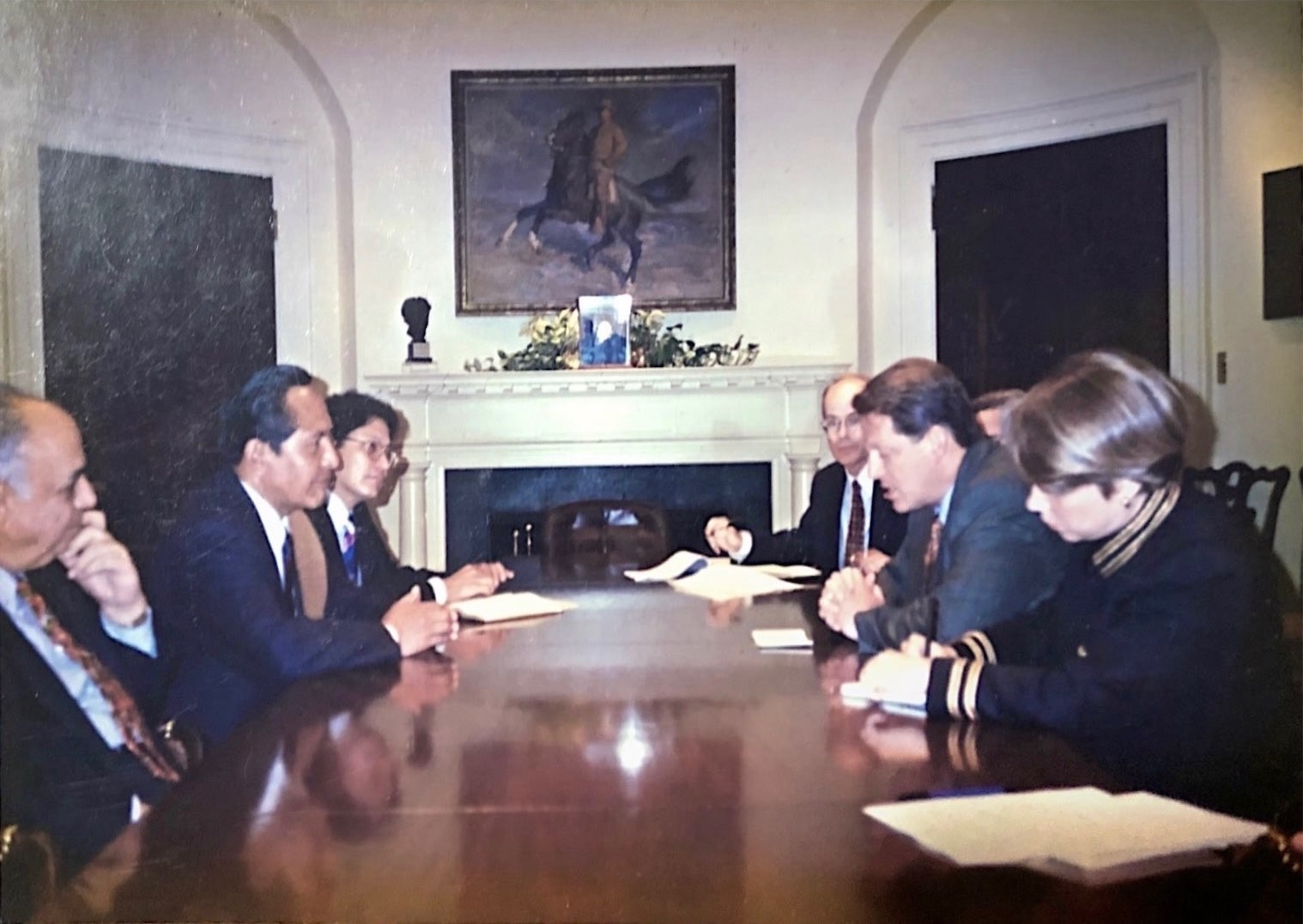
Henry Oporto com o vice-presidente dos Estados Unidos Al Gore e o vice-presidente da Bolívia Victor Hugo Cárdenas na Casa Branca em 1996.

Foi diretor do Programa Nacional de Governabilidade e pesquisador da Fundação Vicente Pazos Kanki. Paralelamente, ingressou no mundo empresarial.
Atualmente, é Diretor Executivo da Fundação Milenio, sendo reconhecido pela apresentação anual do Relatório Milenio sobre a Economia da Bolívia, uma referência para projetos governamentais e empresariais.

## Livros
- 1983. Universidade: Crise de hegemonia.
- 1991. A Revolução Democrática. Uma nova maneira de pensar a Bolívia.
- 1998. Reinventando o governo. Reforma do Estado e Governabilidade na Bolívia.[7]
- 2009. O céu por assalto.[8]
- 2010. Água e Poder.
- 2012. Um novo rumo: política e sociedade.
- 2013. De volta ao Estado mineiro?
- 2014. Bolívia, encruzilhadas no século XXI.[9]
- 2017. O fim do populismo. O que vem agora?[10]
- 2018. Como somos? Ensaio sobre o caráter nacional dos bolivianos.[11]